# Объявлен в розыск
«Объя́влен в ро́зыск» (англ. Wanted) — американский прайм-тайм драматический сериал 2005 года о работе полицейского отдела по поиску и поимке беглых опасных преступников. На данный момент телеканалом TNT было показано 13 эпизодов.

## Описание
В сериале показана работа элитных подразделений различных правоохранительных структур США (управления по борьбе с наркотиками, службы федеральных маршалов, полицейского департамента Лос-Анджелеса, АТФ, ФБР) — как сотрудники выслеживают в Лос-Анджелесе 100 самых разыскиваемых беглецов и борются с преступностью, пытаясь сблансировать свою работу и личную жизнь.
Сериал был прерван в конце первого сезона на захватывающей сюжетной линии о том, будут ли сотрудники группы спецназа привлечены к ответственности за превышение служебных полномочий.

## Актёрский состав
- Гари Коул — лейтенант Конрад Роуз
- Райан Хёрст — полевой агент АТФ Джимми МакГлоин
- Джози Скотт — Родни Гронбек
- Жоаким ди Алмейда — капитан Мануэль Валенса
- Бенджамин Бенитес — специальный агент ФБР Томми Родригес
- Алекс Фернандес — Макс Рубио
- Рашида Джонс — детектив Карла Мерсед
- Брендан Келли — офицер управления по борьбе с наркотиками Джо Вакко
- Винс Лосано — Оззи Девайн
- Диди Пфайффер — Люсинда Роуз
- Карен Силлас — Мария Беличек
- Ли Тергесен — Эдди Дрэйк
- Дмитрий Дьяченко — Дэр Ситска

## Эпизоды
| Эпизод | Название                  | Дата показа      |
| ------ | ------------------------- | ---------------- |
| 1      | Пилотная                  | 31 июля 2005     |
| 2      | «The Wild Bunch»          | 7 августа 2005   |
| 3      | «Rubbing One Out»         | 14 августа 2005  |
| 4      | «Badlands»                | 21 августа 2005  |
| 5      | «The Promise of Darkness» | 28 августа 2005  |
| 6      | «Sex Pistols»             | 4 сентября 2005  |
| 7      | «Click, Click Boom»       | 11 сентября 2005 |
| 8      | «Ronin»                   | 18 сентября 2005 |
| 9      | «Shoot to Thrill»         | 5 декабря 2005   |
| 10     | «Lips are Lips»           | 5 декабря 2005   |
| 11     | «La Pistola y El Corazon» | 12 декабря 2005  |
| 12     | «The Last Temptation»     | 19 декабря 2005  |
| 13     | «Judas»                   | 26 декабря 2005  |